# Valdelacasa
Valdelacasa település Spanyolországban, Salamanca tartományban. Valdelacasa Valverde de Valdelacasa, Los Santos, Fuenterroble de Salvatierra és Puebla de San Medel községekkel határos. Lakosainak száma 189 fő (2024).

## Népesség
A település népessége az elmúlt években az alábbi módon változott:
| Lakosok száma | 338  | 320  | 300  | 284  | 262  | 250  | 235  | 215  | 206  | 189  |
|               | 2001 | 2004 | 2007 | 2009 | 2012 | 2014 | 2017 | 2019 | 2022 | 2024 |